# Osaki Tsuneyoshi
Tsuneyoshi Osaki (sinh ngày 18 tháng 5 năm 1974) là một cầu thủ bóng đá người Nhật Bản.

## Sự nghiệp câu lạc bộ
Tsuneyoshi Osaki đã từng chơi cho Nagoya Grampus Eight và Vegalta Sendai.